# Andrew Lloyd Webber
Sir Andrew Lloyd Webber, baron Lloyd-Webber, angleški skladatelj, * 22. marec 1948, Kensington, London, Anglija.
Andrew Lloyd Webber sodi v vrh sodobne produkcije popularne glasbe in muzikala.

## Življenje
Rodil se je v glasbeni družini (oče je bil skladatelj, mati pa violinistka in pianistka), glasbeno nadarjenost pa je pokazal že v otroštvu. Skladati je začel pri šestih letih, že pri devetih letih pa je zložil suito v šestih stavkih. Suita je bila tudi natisnjena. Njegova uspešna skladateljska pot se je začela konec šestdesetih let, ko je s piscem besedil Timom Riceom napisal nekaj popevk, potem pa leta 1967 prvi muzikal Jožef in njegov čudoviti dežni plašč v barvah (Joseph and his Amazing Technicolor Raincoat). 
Svetovni uspeh je doživela njuna rockovska opera Jezus Kristus Superzvezda (1970), potem pa je nizal uspešnice: muzikale Evita (1976), Mačke (1981), Starlight Express ter Fantom v operi (1986). Vsi so bili tudi finančno zelo uspešni in tako je danes Andrew Lloyd Webber, ki je prejel tudi vrsto grammyjev, tonyjev in zlatih globusov, eden najbogatejših skladateljev na svetu. 
Leta 1992 je za odprtje poletnih olimpijskih iger v Barceloni napisal pesem Prijatelji za vedno (Amigos para siempre). Skrivnost Webbrovega uspeha sta verjetno neizčrpna melodična invencija in spretno mešanje različnih slogov – od rocka, popa, jazza, calypsa do sloga ameriškega muzikala, countryja in drugih – ob odličnem obvladovanju klasičnih kompozicijskih postopkov. 
V resni glasbi je njegovo prvo pomembnejše delo zaporedje variacij za violončelo in orkester na podlagi teme 24. capricia Niccoloja Paganinija, delo, nastalo leta 1977. Variacije je posvetil bratu, svetovno znanemu violončelistu Julianu Lloydu Webbru. Leta 1992 je ob očetovi smrti Williama napisal Rekviem. 
1. ↑  SNAC — 2010.
2. ↑  Internet Broadway Database — 2000.